# Torre di Vachéry
La torre Vachéry (pronuncia fr. AFI: /vaʃeʁi/) o torre di Vachéry (in francese tour de Vachéry), detta anche tour de la Vachère, è una torre medievale che sorge nella frazione di Vachéry di Étroubles, in Valle d'Aosta.

## Storia
La torre di Vachéry fu costruita nel XII secolo su fondamenta romane, probabilmente come torre di avvistamento in collegamento visivo con altre torri dalla stessa funzione. Appartenne alla famiglia Vachery (o De Vacheria), fedele ai nobili de La Tour di Étroubles e che probabilmente prese il nome dalla torre, famiglia che si estinse nel XV secolo. Secondo altre fonti, la torre appartenne anche agli stessi nobili de La Tour d'Étroubles. Sia i La Tour di Étroubles che i De Vacheria vengono indicati come famiglie sotto la protezione dei nobili di Gignod.
Venute meno le necessità difensive, venne in seguito riadattata ad esigenze residenziali.
Durante la seconda guerra mondiale la frazione di Vachéry venne bruciata per una rappresaglia nazista. Per venire incontro alla popolazione allo stremo l'amministrazione locale le donò la torre per ricavarne materiale da costruzione, ma i costi eccessivi della demolizione risparmiarono la struttura medievale.
La torre è stata restaurata negli anni duemila dalla Sopraintendenza regionale ai monumenti che ha rifatto il tetto
Nel 2011 è stata annunciata l'ipotesi di un ulteriore intervento di restauro con progetto Interreg.

## Descrizione
La torre di Vachéry è un monoblocco a pianta quadrata che, secondo Mauro Cortellazzo che riprende il Lange, presenta alcune importanti analogie costruttive con altre torri valdostane costruite in piano, come le mura spesse 2 metri:
(Mauro Cortellazzo, pp. 223-225)

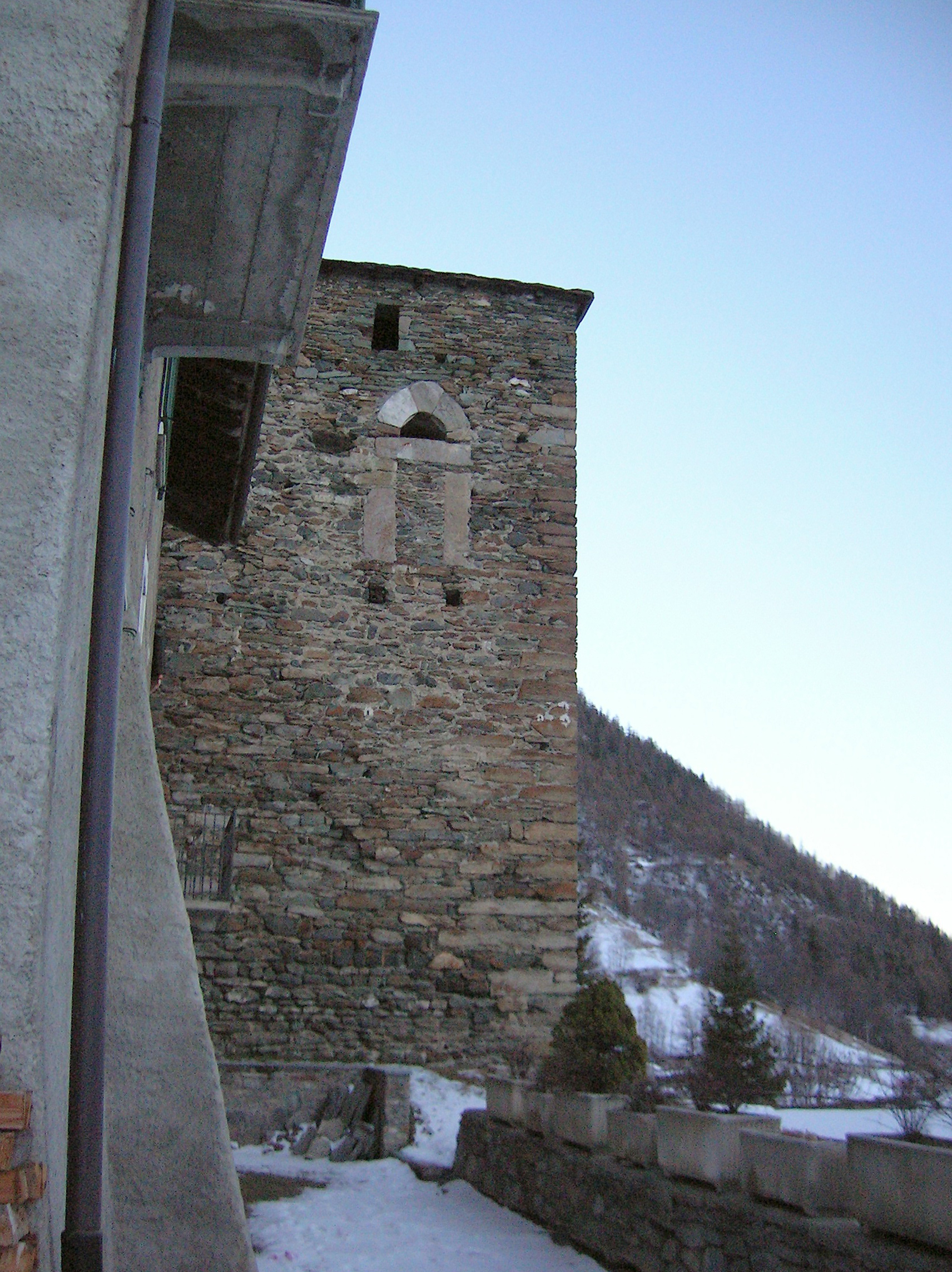
Il lato su cui si trova l'accesso originale.

Come le altre torri medievali presentava l'ingresso sopraelevato a 8 metri di altezza, per impedire ai nemici di conquistare la torre: i locali vi accedevano tramite una scala in legno removibile. Sopra all'accesso si leggono ancora «stipite e architrave monolitici e arco di scarico a tre conci». In seguito fu aggiunto un accesso a piano terra mentre l'accesso originario sul lato ovest venne murato.
Una breccia di incerta datazione sulla solida struttura ha dato vita a una leggenda in cui la dama di Vachéry, moglie del vassallo della torre che aveva reso cattiva ospitalità ad un nobile di Casa Savoia, implorò e mosse a pietà quest'ultimo, convincendolo a non destituire dei propri diritti il vassallo suo marito e a interrompere la demolizione della torre, decisa dall'adirato signore contro la dimora in cui aveva così mal dormito. La tradizione vuole che, per contro, il nobile Savoia pretese che la breccia non venisse mai restaurata, a monito e a memoria della sua generosità.

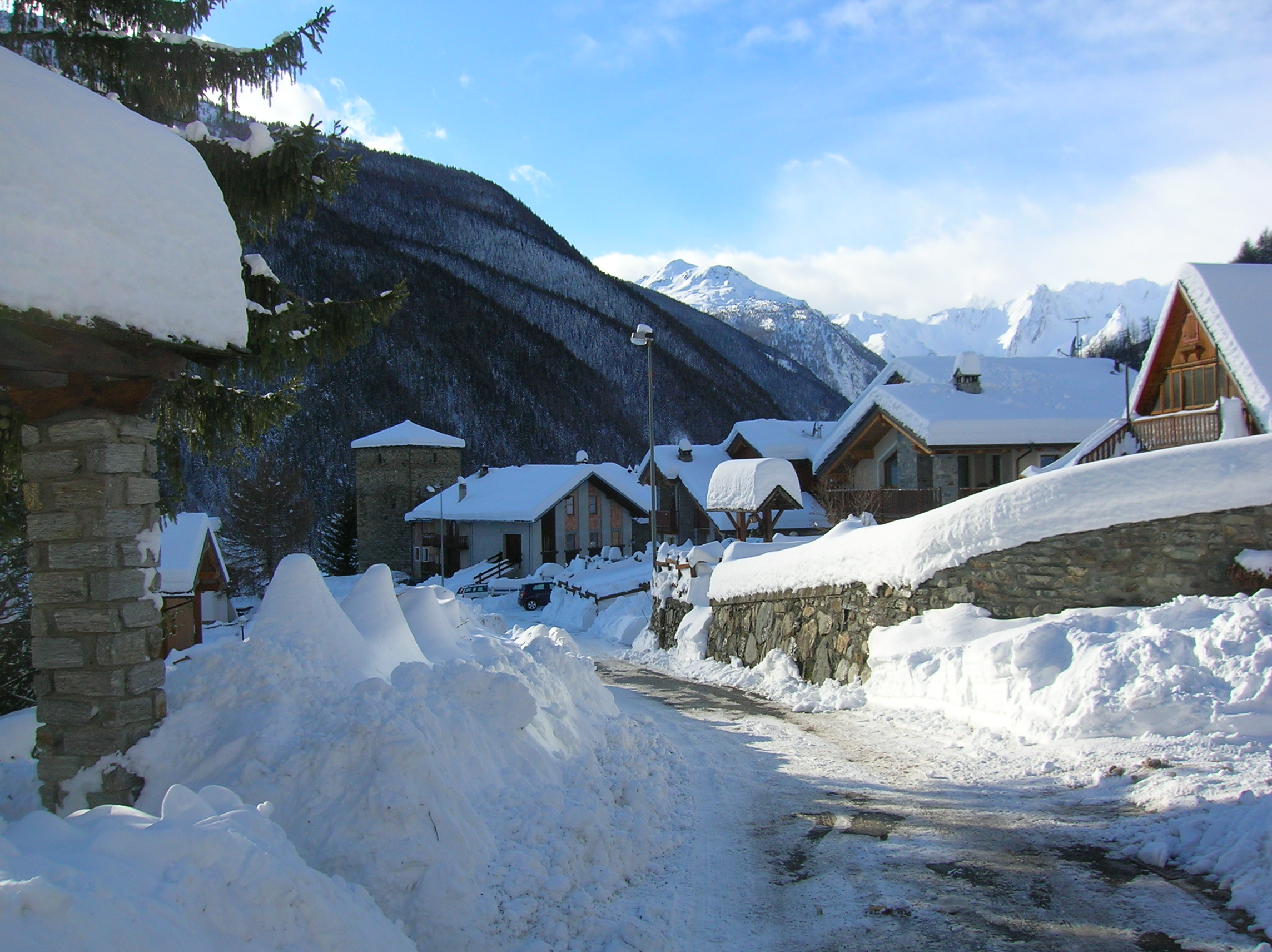
Località Vachéry, sullo sfondo si nota la torre.
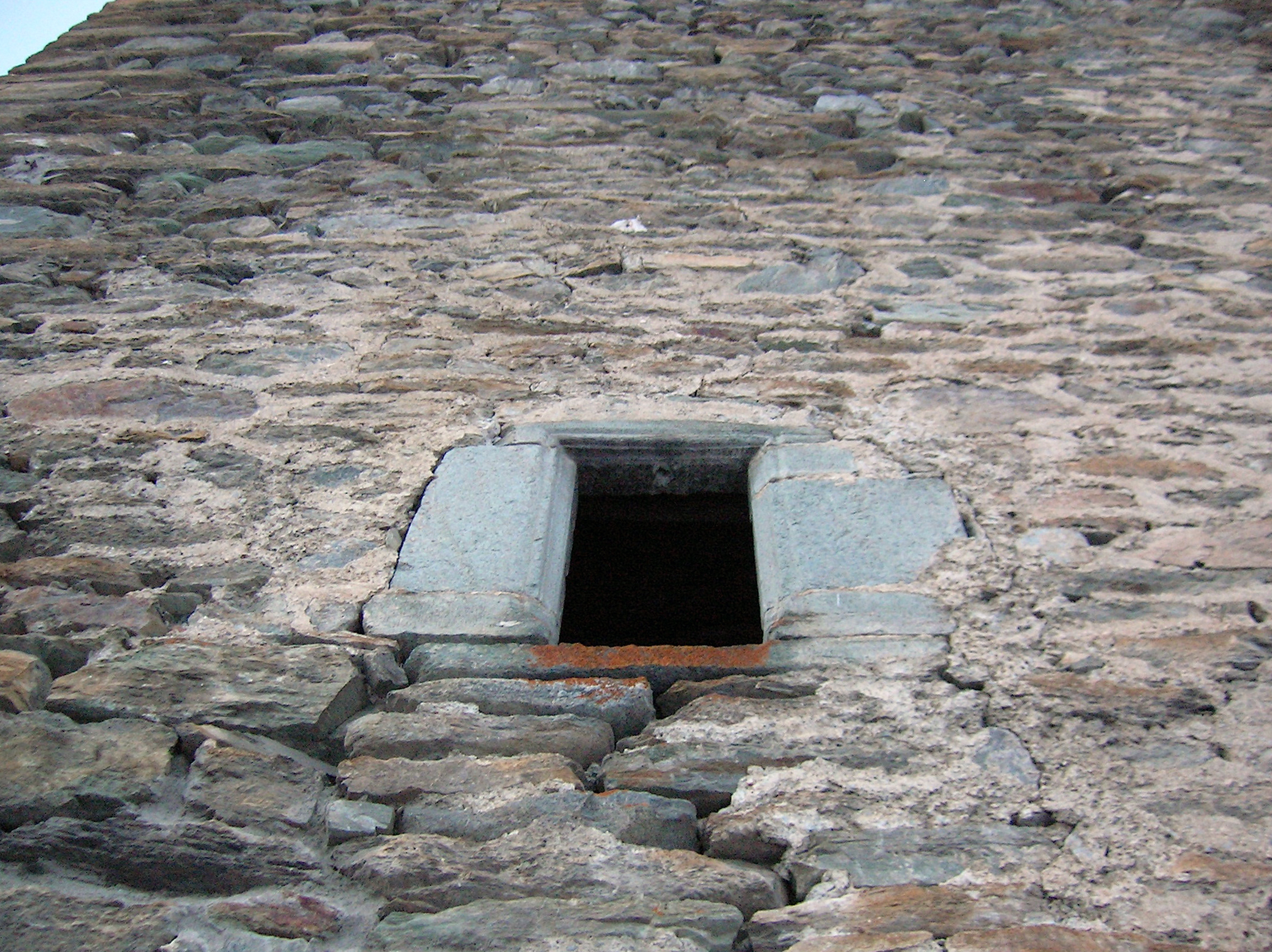
La finestra in pietra lavorata sopra il portone a livello del terreno.
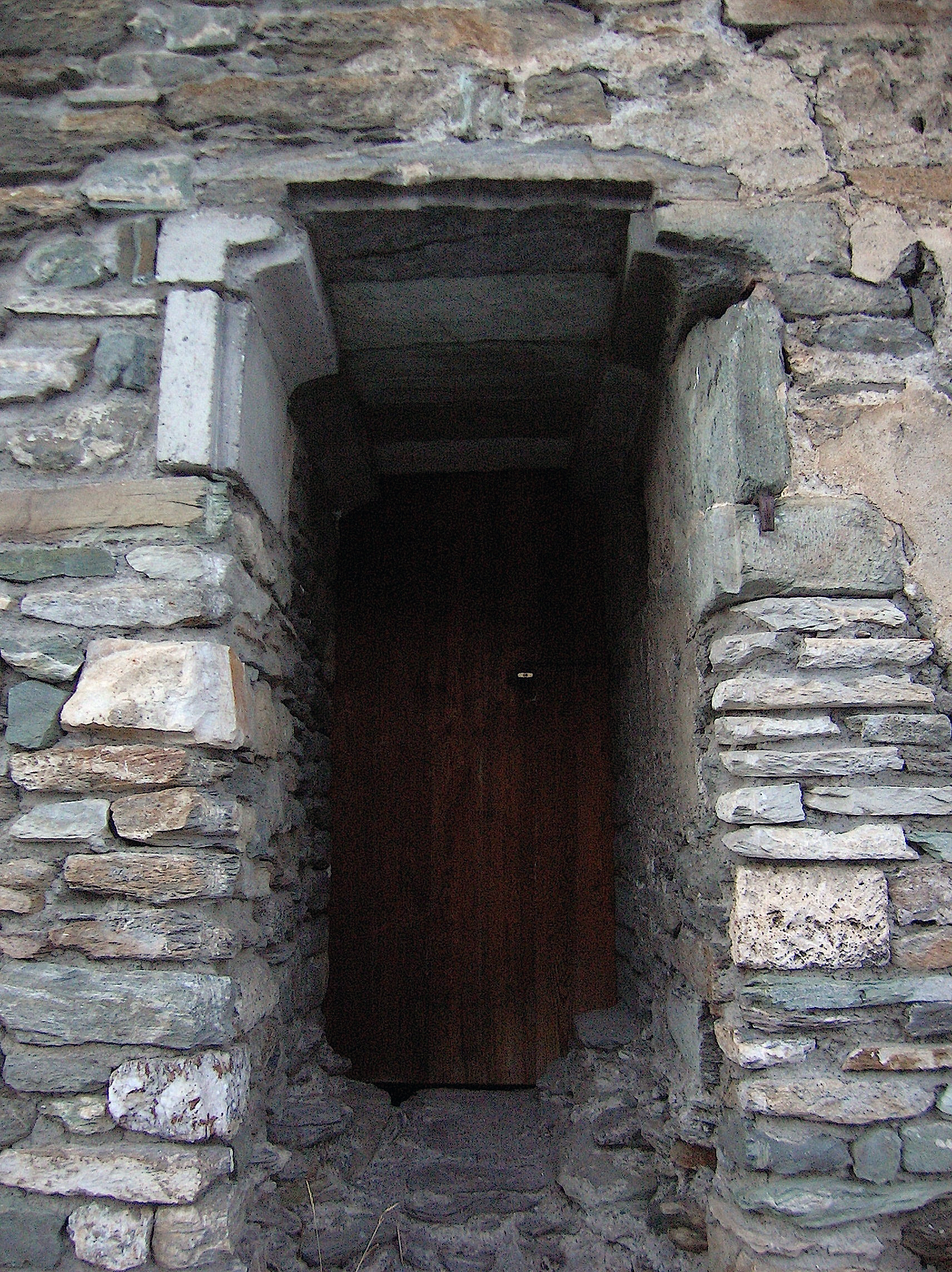
Il portone rifinito in pietra decorata, a livello della strada.